# 鹽泉島
鹽泉島（英語： 或 ）是加拿大卑詩省海灣群島一座島嶼，坐落卑詩省大陸部分和溫哥華島之間的喬治亞海峽，是海灣群島（Gulf Islands）中面積最大和人口最多的島嶼。鹽泉島隸屬首府地區，為一非建制地區，即島上沒有任何正式建制的地方政府架構。島上的市政事務由首府地區區域局負責，而全島範圍則構成首府地區的己選區（Electoral Area F）。據2011年加拿大人口普查所示，鹽泉島上人口為10234人。

## 歷史
鹽泉島原為沙利殊原住民族（Salish）的地域，該族人將此島嶼稱為“Chouan”或“Chuan”，意即“兩端”，代表該島南北兩端的高山。島上有多個鹽水泉，因此哈德遜灣公司高層於19世紀中期將此處名為“鹽泉島”，並計劃從此處取鹽。英國船長理查斯於1859年在該帶海域進行勘探，並將此島名為“海軍將官島”（Admiral Island）以紀念英國海軍少將貝恩斯（Robert Lambert Baynes）。
首批非原住民居民於1858年至1859年間抵達此地，當中包括來自美國的黑人居民。另外，當時的卑詩殖民地政府亦准許殖民搶佔島上的土地：殖民需自行開拓土地，其後准以低價購入由其砍伐的土地。由於當時維多利亞一帶的地價上揚，當地失業率亦偏高，因此這項措施吸引大批殖民遷至此地。
島上居民傾向將此島稱為鹽泉島而非海軍將官島，加拿大地理委員會亦因此於1910年正式恢復鹽泉島一名。該委員會將此島英文名拼為單字，但島上不少居民則傾向將之拼為雙字。

## 交通
鹽泉島上有三座卑詩渡輪碼頭：東南部的富爾福德港碼頭（Fulford Harbor）提供航線通往溫哥華島的施瓦茨灣（Swartz Bay）；東北部的長港碼頭（Long Harbor）提供航線通往美恩島（Mayne Island）、片打島（Pender Island）和低陸平原的三角洲；而西北部的維蘇威灣碼頭（Vesuvius Bay）則提供航線通往溫哥華島的克羅夫頓（Crofton）。
島上的巴士服務於2008年創立，營運開支由首府地區區域局和卑詩公車局共同承擔；島上全數六條巴士路線皆以該島主要聚落恆河村（Ganges）為總站。
航空交通方面，恆河水上機場（Ganges Water Aerodrome；IATA代碼：YGG）提供水上飛機航線前往溫哥華國際機場附近的水上機場，而最接近鹽泉島的主要機場則為溫哥華島上的維多利亞國際機場。

## 外部連結
- （英文）Capital Regional District: Salt Spring Island（页面存档备份，存于）－首府地區區域局網站 鹽泉島頁面
- （英文）Salt Spring - Islands Trust（页面存档备份，存于）－卑詩省海島信托會網站 鹽泉島頁面
- （英文）Salt Spring Island Chamber of Commerce（页面存档备份，存于）－鹽泉島商會網站